# گرگ بویر
گرگ بویر (انگلیسی: Greg Boyer؛ زادهٔ ۵ فوریهٔ ۱۹۵۸) بازیکن واترپلو اهل ایالات متحده آمریکا بود.
وی در مسابقات کشوری و بین‌المللی در مجموع برندهٔ ۱ مدال نقره شده‌است.